# Роберт Байрон
Роберт Генрі Байрон (англ. Robert Byron; 26 лютого 1905, Вемблі — 24 лютого 1941, біля берегів Західної Африки) — англійський мандрівник, письменник, історик та критик мистецтва. Найбільш відомий за свій тревелог «Дорога до Оксіани».

## Раннє дитинство
Роберт Байрон народився 26 лютого 1905 року в Лондоні, район Вемблі. Він був єдиним сином у сім'ї з трьох дітей. Батько сімейства, Ерік Байрон, працював інженером на будівництві залізної дороги. Він також був далеким родичем відомого поета Джорджа Байрона. А мати, Маргарет Байрон, була художницею і походила з джентрі. Не зважаючи на дещо шляхетне походження, сім'я не була заможною. 12 квітня 1905 року його похрестили в соборі Святого Стефана як Роберта Генрі Байрона.
Через роботу батька сім'я часто переїздила. Тож коли Роберту виповнився рік, родина змушена була переїхати до Кардіффа, проте через низьку якість житла, Роберта було вирішено відправити до маєтку батьків Маргарет в західній частині Лондона. Це був величезний будинок, оздоблений і наповнений у вікторіанському стилі, що створювало значний контраст між життям сім'ї Байронів. Згодом батька знову перевели і родина оселилися у невеличкому селищі Лланвайр (англ. Llanfair), куди згодом привезли і малого Роберта. Лише в листопаді 1912 року сім'я в повному складі переїхала знову до Лондона, де батько відкрив свій власний бізнес і перевіз усіх своїх дітей.
Маргарет Байрон ніколи не сумнівалася в інтелекті свого сина. Вона навчала його читати за творами Беатрікс Поттер, а потім читала йому Шекспіра та інші класичні твори, так що він незабаром міг декламувати довгі уривки напам'ять. Освіта Роберта продовжилася в Блекгіті під керівництвом двох гувернанток, поки у віці шести з половиною років його не відправили як «денного учня» до школи Ліндісфарн на сусідній Белмонт-Парк-Роуд. Ця невелика підготовча школа, що належала та керувалася містером Артуром Кілбі, налічувала близько п'ятдесяти п'яти хлопчиків і мала високі академічні стандарти: щороку половина хлопчиків вигравала стипендії до багатьох найкращих державних шкіл. Будучи «денним учнем», Роберт був позбавлений жорстокого режиму, характерного для більшості його однолітків, яким доводилося залишати дім у віці семи-восьми років, щоб почати навчання в традиційній школі-інтернаті. Ця зміна зрештою відбулася у вересні 1916 року, коли йому було одинадцять, і була викликана воєнними потрясіннями.

### Вплив війни на сім'ю Байронів
Початок війни у 1914 році вплинув і на сім'ю Байронів. Влітку 1915 року над Блекгітом з'явилися цепеліни, а на Вулвіч були скинуті бомби. Країною ширилися чутки про вторгнення, перемогу та мир, що змусило Маргарет Байрон записати у своєму щоденнику: «Чула, як невидиме військо на Марні змусило німців відступити». У цей час її брат Норман, інженер-будівельник, як і її чоловік, керував заводом з виробництва боєприпасів у Росії. Звістка про їхнього молодшого брата Берджесса ознаменувала першу сімейну втрату під час війни. Того серпня він втонув, купаючись у річці Волга. Незабаром після цього Ерік Байрон отримав можливість взяти участь у воєнних діях. Занадто старий і непридатний для призову, він влаштувався на роботу в армії на Солсбері-Плейн.
Байрони вирішили оселитися в сусідньому Честерфілді, знайомій місцевості з часів їхньої молодості, де вони орендували великий окремий будинок у непривабливій частині міста. «Дуже шкода приїжджати в цей район», — бідкалася Маргарет у своєму щоденнику. Переїзд збігся з першим семестром Роберта як учня в новому навчальному закладі містера Кілбі в сільській місцевості. Кілбі давно хотів залишити околиці Лондона, і загроза бомб підштовхнула його до цього. Його пошуки відповідних приміщень завершилися придбанням Аберлі-Холл, розкішного особняка, розташованого в самому серці Вустерширської сільської місцевості. Аберлі-Холл був пам'ятником вікторіанському смаку. Послідовні власники дев'ятнадцятого століття переробляли, модернізували, збільшували та прикрашали оригінальний будинок, покриваючи його цегляне ядро імпозантним італійським фасадом.

### Навчання та захоплення в Аберлі-Холл

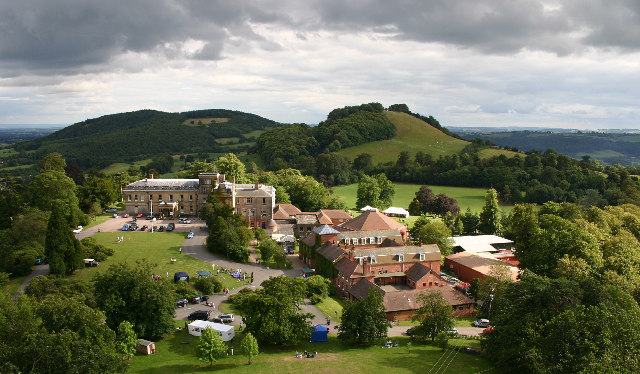
Вид на Аберлі-Холл, куди переїхала школа Ліндісфарн під час війни.

В Аберлі-Холл підтримувався суворий академічний розклад. Хлопчики проводили довгі дні за партами, дотримуючись навчальної програми, де домінували математика та класичні мови, розбавлені малюванням, поезією, вивченням священного писання, географії та французької мови. Такий «інтелектуальний режим» підходив Роберту. Восени 1917 року, у віці дванадцяти років, він склав «Кембриджський молодший іспит», заслуживши похвалу в шкільному журналі за те, що був «без сумніву, наймолодшим хлопчиком в Англії, який склав Кембриджський молодший іспит».

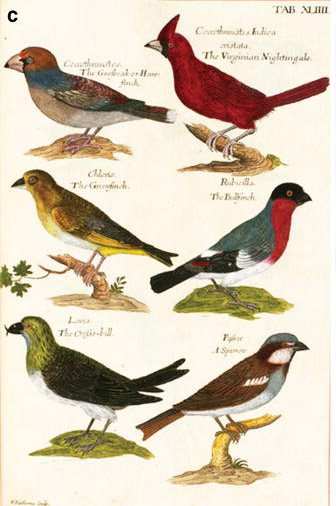
Замальовки Семюела Піпса, саме такі малюнки вплинули на юного Байрона.

Для хлопчика, який любив природу, віддалена Вустерширська сільська місцевість була раєм. Увесь вільний час він проводив блукаючи навколишніми лісами та полями та піднімаючись на сусідній Вудбері-Хілл у пошуках флори та фауни. Його зразком для наслідування був натураліст вісімнадцятого століття Гілберт Уайт, і як і він, Роберт почав писати картини із квітами, які квітнуть найпершими. Запозичивши ще одну ідею у Гілберта Уайта, він склав «календар натураліста», упорядкувавши відкриття, зроблені протягом перших кількох місяців року, у хронологічному порядку. Інформація була легкодоступною, оскільки з січня 1918 року Роберт вів щоденник, що охоплював його життя як у класі, так і поза ним. Ця звичка викликала невелике захоплення Семюелом Піпсом. Деякі записи переходили на орфографію сімнадцятого століття: «почало сніжити…» (англ. it began to snow) – писав він, – «найхолодніше понад усе» (англ. most colde beyonde everything). Малювання було ще одним улюбленим заняттям. Уроки від міс Гаррісон, чудової вчительки, часто заслуговували на запис у щоденнику. Під її керівництвом він вивчав перспективу, малював портрети та писав місцеві краєвиди. У глибині душі він також мав приклад своєї матері, яка сама була добре підготовленим художником.
Едмунд Байрон, дідусь Роберта, мав давнє бажання відправити хлопця до Ітонського коледжу, продовжуючи сімейну традицію. Оскільки старший кузен Роберта навряд чи міг вступити до Ітона, Едмунд вирішив, що Роберт, як найстарший по чоловічій лінії, повинен туди піти. Він навіть запропонував оплатити навчання. Однак, коли з'явилася можливість зарахування Роберта до Ітона раніше, у січні 1918 року, Едмунд відмовився через подвоєння плати. Замість цього він запропонував Роберту спробувати отримати стипендію, яка значно знизила б вартість навчання.
Незважаючи на всі труднощі, Роберт успішно склав іспити, отримавши тринадцяте місце з вісімнадцяти. Його блискучі математичні здібності компенсували слабкіші результати з латини та грецької. Однак, через брак місць, вступ Роберта відкладався. На початку нового року сім'я дізналася, що через закінчення війни кількість вільних місць у Коледжі значно скоротилася, і Роберт міг бути занадто старим для вступу. Саме тоді Маргарет Байрон взяла справу в свої руки. Вона поїхала до Ітона і домоглася зустрічі з директором. Маргарет наполягла на тому, щоб Роберт зайняв це місце. Той пообіцяв зробити все можливе, щоб знайти Роберту постійне місце в школі. Хоча стипендія більше не діяла, Едмунд Байрон підтвердив свою готовність оплатити навчання онука. Таким чином, Роберт зміг вступити до Ітона в січні 1919 року.

## Освіта та формування поглядів

### Навчання в Ітонському коледжі

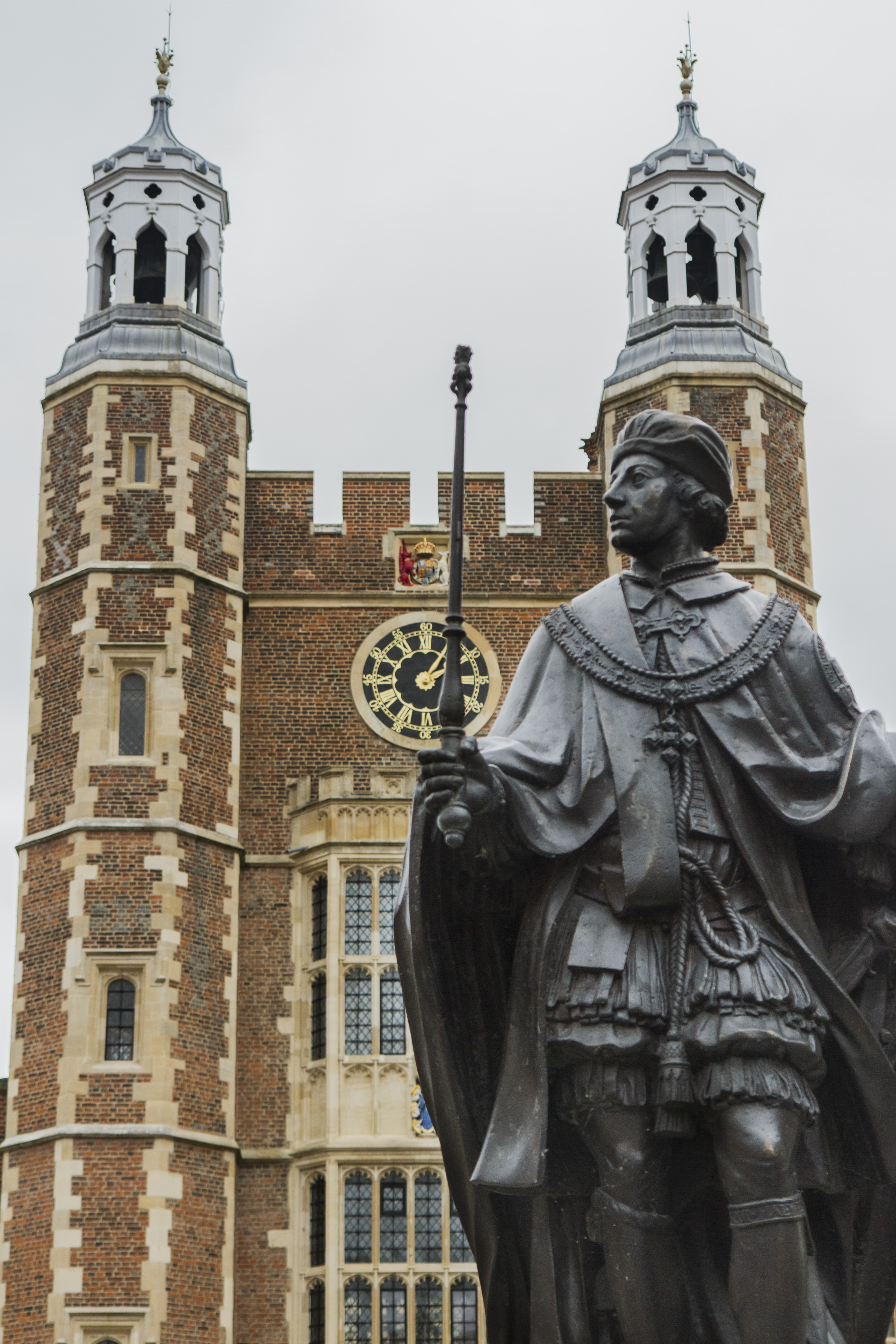
Ітонський коледж.

Наприкінці січня 1919 року Роберт Байрон несподівано перевівся з Аберлі до Ітона, потрапивши у зовсім нове для нього середовище. Крім мовних труднощів, Роберту було важко орієнтуватися в новій школі, і в своєму першому листі додому він скаржився на самотність та відчуття, що за ним постійно спостерігають. На початку наступного семестру невизначеність для Роберта продовжилася: у будинку містера Тодда для нього більше не було місця. На щастя, вихователь Ф. Е. Робсон мав вільне місце через хворобу іншого учня. Роберта перевели до його будинку, спочатку лише на один семестр, але згодом термін продовжили, і у лютому 1920 року йому дозволили залишитися в Робсона на постійно.
Війна завдала величезних втрат Ітону: загинуло 1100 випускників, а 1400 були поранені. Роберт, хоча й був молодим школярем, вже тоді сумнівався в ефективності мирного договору, зауваживши, що «єдиним недоліком є те, що виконання умов та війни в інших частинах світу, ймовірно, триватимуть ще століття». Пізніше, дорослим, Роберт розмірковував, що події того літа, свідком яких він став у такому вразливому віці, залишили на ньому важкий відбиток, сформувавши його світогляд та поведінку на все життя.
Протягом перших двох років в Ітоні Роберт наполегливо працював, дотримуючись суворого академічного режиму. Його розклад був щільним: заняття починалися о 7:30 ранку і закінчувалися о 17:45. Між уроками Роберт писав конспекти або готувався до наступних тестів. Дві години на день виділялися на фізичні вправи. Вечорами він працював над грецькою мовою з викладачем класики Хаусоном, а потім виконував домашнє завдання з математики до відбою о 21:50.
Навчальна програма включала класичні мови, математику, історію, французьку, природничі науки та богослов'я. Успішність Роберта була дещо мінливою, особливо з класики, хоча інколи він показував блискучі результати. Роберт тримався на відстані від більшості своїх однолітків. Обидва викладачі, які знали його найкраще, Робсон і Хаусон, вважали, що це було через сором'язливість. Хаусон зауважував, що Роберт здається незацікавленим у великій компанії, але поводиться більш природно у вузькому колі. Пізніше сам Роберт описував свій стан як «ментальний параліч», приймаючи оточуючі умовності як незмінні.
Напередодні Різдва 1920 року у Роберта виникли проблеми із зором, через що йому довелося носити «призматичні окуляри» для читання. Це також призвело до обмежень у кількості домашніх завдань та уроків, що змусило вчителів ставитися до його успішності поблажливіше.

### Освіта в Оксфорді

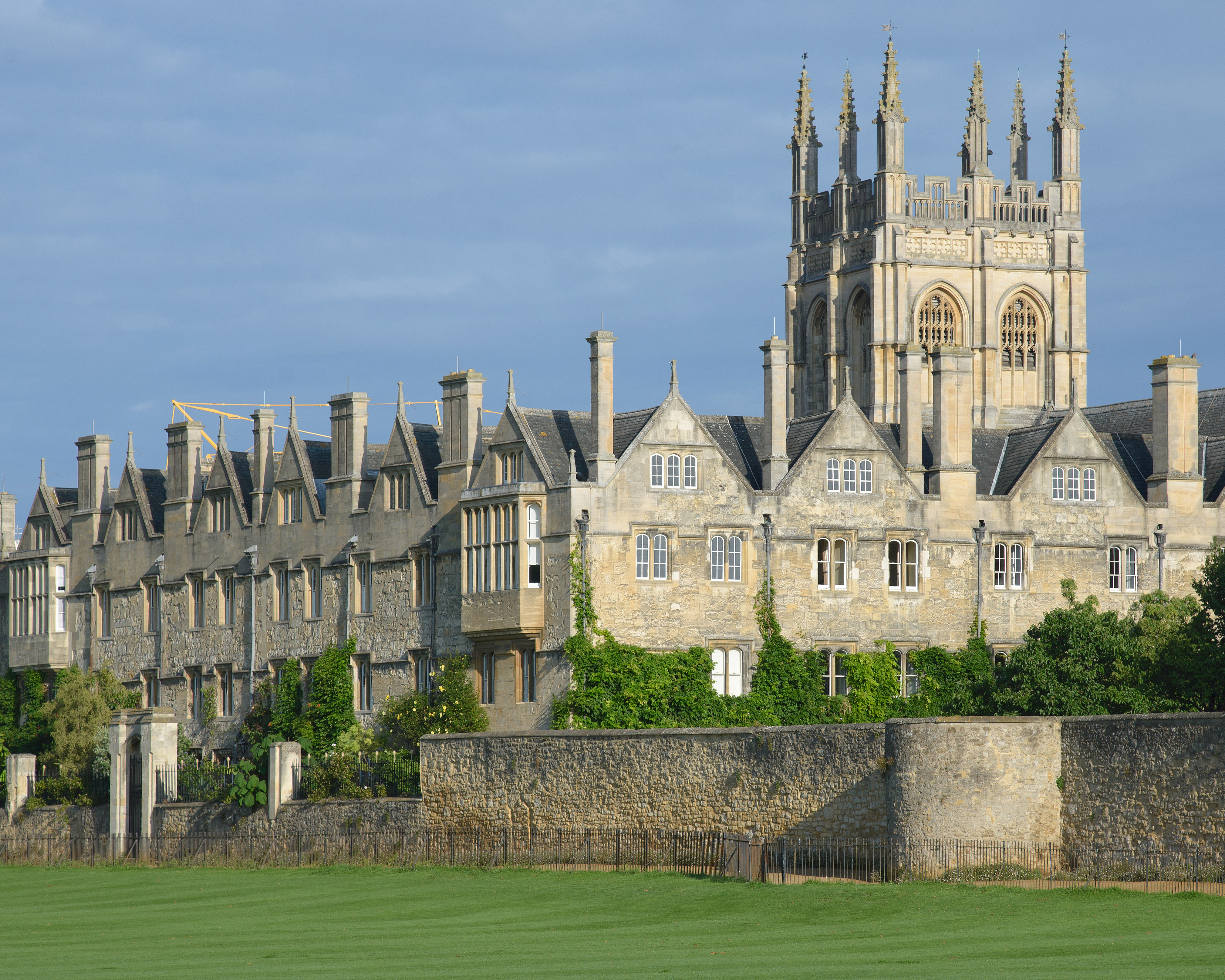
Вид на головну будівлю Мертоновського коледжу, Оксфорд.

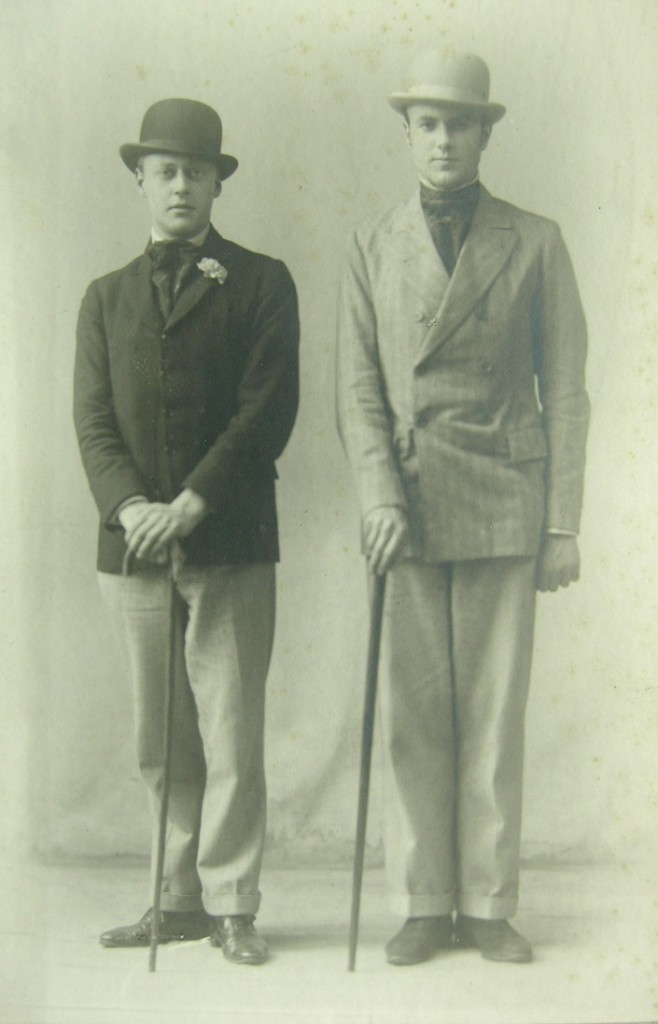
Гарольд Актон разом з Робертом Байроном, 1920 рік.

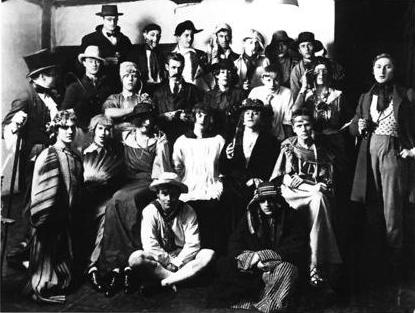
Костюмована вечірка «Клубу лицемірів».

У 1921 році Роберт Байрон вступив до Мертоновського коледжу в Оксфорді, де його формуванню як інтелектуала значно сприяло спілкування в студентських колах. У коледжі він вступив у богемний «Клуб лицемірів» (англ. Hypocrites' Club) – компанію молодих аристократів і літераторів, відому своїми епатажними вечірками та ексцентричними витівками. Там Байрон опанував вільнодумство і пристрасть до естетичних дискусій. Його зацікавлення історією культури і мистецтва було помітним ще під час навчання: вже в Ітоні він відвідував музейні виставки й читав праці з архітектури, а в Оксфорді продовжував цю практику, проводячи час в Асоціації мистецтв (англ. Society of Arts). Ця освіта з історії мистецтва та сходознавства склала основу його світогляду – саме тоді в Байрона зросла зацікавленість візантійською культурою та в збереженні старожитностей. Крім того, в університеті він познайомився з літературними критиками та майбутніми письменниками.
Байрон не зміг знайти глибокого порозуміння з більшістю студентів свого коледжу, яких він описував як таких, що вважали його за «божевільного». Зате він створив тісне коло друзів, серед яких були Гарольд Актон, Евелін Во, Генрі Йорк, Девід Талбот Райс і Джон Сутро. Саме в цій компанії сформувалася його богемна ідентичність та інтелектуальна свобода. Центром соціального життя Байрона став клуб «Лицеміри», розташований у старому дерев'яному будинку над велосипедною крамницею. Там влаштовували вечірки, диспути та мистецькі інсталяції, включно з «порнографічними фресками», які малював сам Байрон. Теми обговорень варіювалися від сербо-візантійського живопису до Ніцше.
Витівки «Клубу лицемірів» почала помічати адміністрація Оксвордського університету, коли Вільям Говард влаштував вечерю на даху церкви. На початку 1924 року університетське керівництво заборонило Роберту Байрону та Гарольду Актону проводити виставку 1840-х років. 8 березня 1924 року в клубі відбулася вікторіанська костюмована вечірка, організована Робертом Байроном та вдовою Ллойд на знак протесту. Деякі учасники клубу були одягнені в жіночий одяг – Арден Гіллард був замаскований під черницю, а також був присутній хорист з губами, нафарбованими червоним кольором. Тієї ночі Гіллард пройшов через ворота Балліола в костюмі черниці і був негайно вигнаний з коледжу, де його батько був скарбником. Клуб був остаточно закритий через деякий час після цієї вечірки деканом коледжу Балліол в Оксфорді.
Його інтерес до візантійського мистецтва розвинувся після подорожі до Равенни, де він захопився архітектурою ранньохристиянських церков і мозаїками. Цей досвід став поворотним моментом – Байрон усвідомив, що краса архітектури не обмежується епохою Відродження, і візантійське мистецтво стало одним з головних об'єктів його майбутніх досліджень. Він не прагнув до високих академічних відзнак і отримав третій клас диплому, але натомість утвердив себе як письменника. Після кількох відмов він опублікував статті в «The Times» і «Cherwell», а в червні 1925 року став редактором останнього. Його полеміка з «Оксфордським драматичним товариством» принесла йому популярність серед студентського середовища.
У літературному сенсі Оксфорд став для Байрона трампліном. Саме тут він розвинув естетичний смак, політичну чутливість і непереборну пристрасть до подорожей, які визначили його подальшу кар'єру. Після закінчення навчання в Оксфорді в 1925 році, Байрон поринув у світ літератури і журналістики. Першою помітною подією став «Grand Tour» – подорож Європою до Греції у 1925 році разом із друзями. Ця поїздка стала основою для його першої книги «Europe in the Looking Glass», де Байрон поєднав мемуари, мистецьку критику та культурологічні спостереження.

## Подорожі

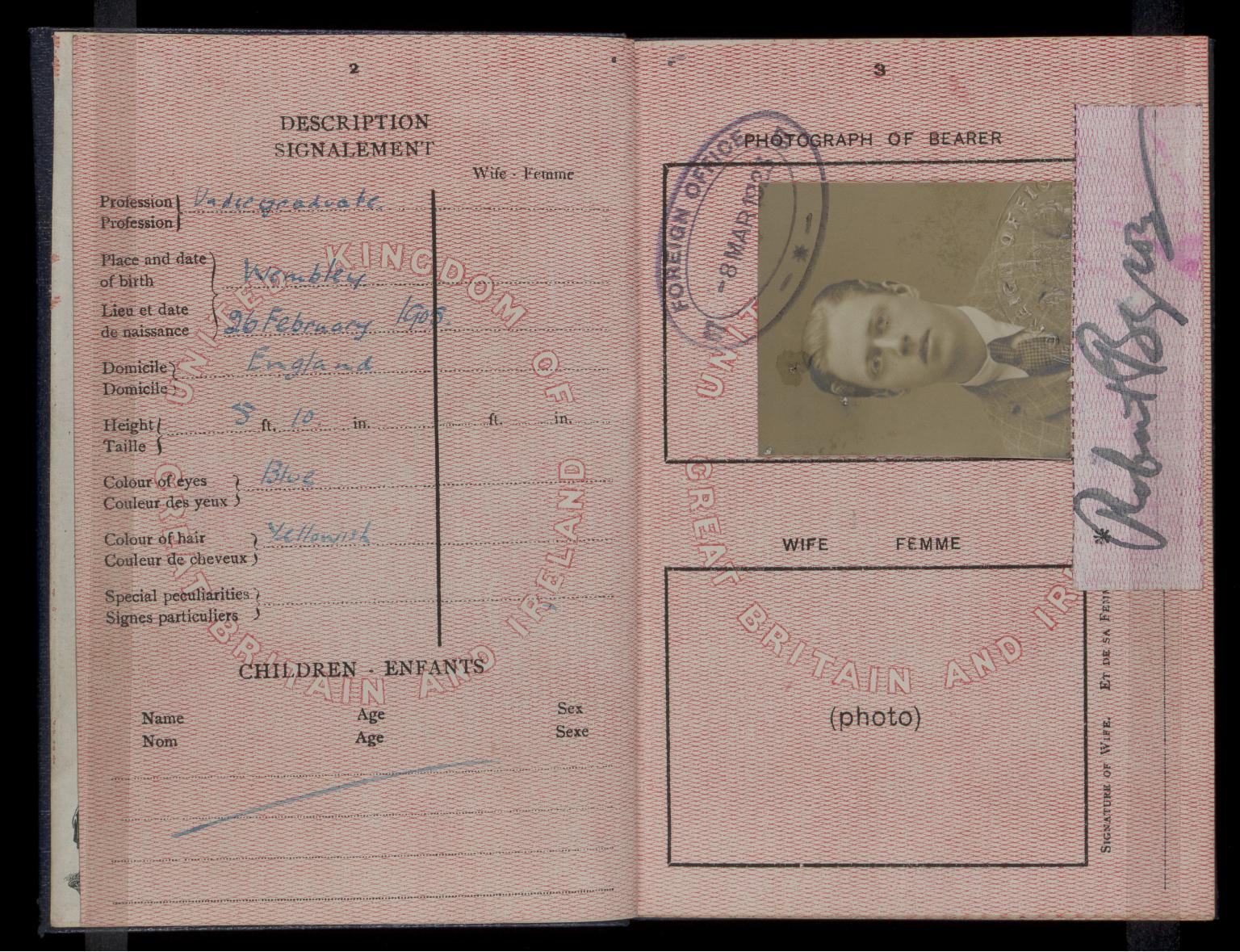
Паспорт Сполученого Королівства, виданий письменнику-мандрівнику Роберту Байрону. На момент видачі Байрон був вказаний як «студент бакалаврату».
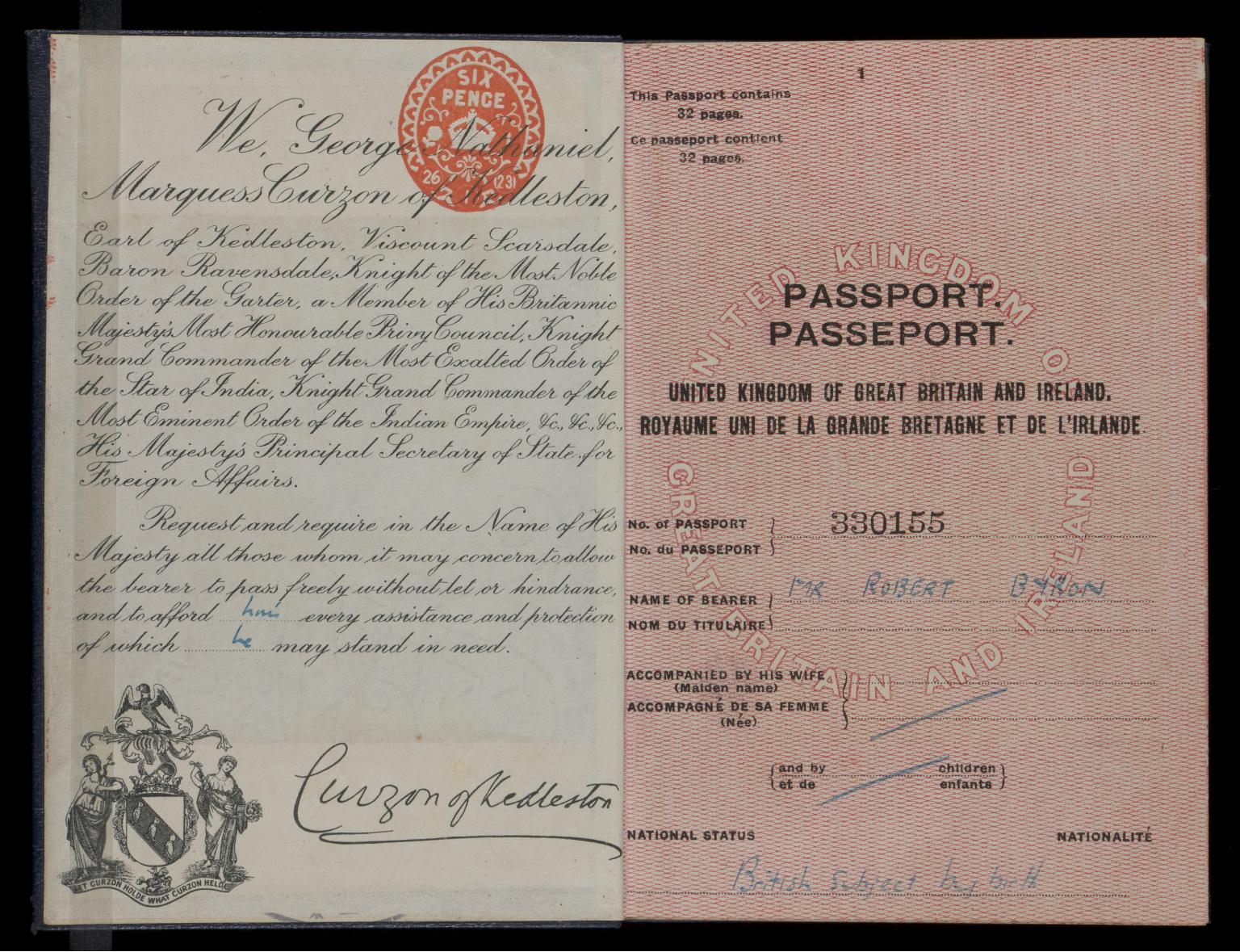
Паспорт Сполученого Королівства, виданий письменнику-мандрівнику Роберту Байрону.

### Великий тур Європою
|                               | Таким є Молодіжний рух, наскільки нам це роз'яснили. І Шверт, і Флейшманн зрештою стали дуже конфіденційними, і вищезазначені факти по суті правдиві. Чи цікаві вони, я вагаюся сказати. Можливо, в найближчі дні спогад про цю пару молодих людей, які випадково ширяли над поверхнею землі, служитиме нагадуванням не лише про жалюгідну трагедію європейської війни, але й про нестабільний менталітет і гіркі розчарування, спричинені миром, що настав після цього. |
| — Europe in the Looking glass | |

Перша велика подорож Байрона розпочалась одразу після завершення навчання в Оксфорді. Разом із друзями Ґевіном Гендерсоном (англ. Gavin Henderson) та Альфредом Дуґґаном (англ. Alfred Duggan) він вирушив на автомобілі через Францію, Італію, Балкани до Греції. Цей маршрут, що нагадував традиційний європейський «Grand Tour», ліг в основу книги «Europe in the Looking Glass» (1926 року). Подорож була як естетичним досвідом, так і сатиричним коментарем до політичних і культурних реалій міжвоєнної Європи. Байрон описував архітектуру, поведінку туристів і вплив Першої світової на континент. Він також розвинув ідею європейської свідомості як противагу національним ізоляціям.

### Подорож на Афон
|               | Щоб звернутися до цих гумористичних і добрих чоловіків, ченців Афонської гори, з психологічним розумінням, необхідно відмовитися, хоча б тимчасово, від цих упереджень. Нехай гуманіст, хоч і атеїст, усвідомить, що релігійна людина шукає, зрештою, лише того ж, що й він сам, проте іншими шляхами. І нехай релігійна людина-агностик уявить собі інше християнство, зовсім відмінне від того, яке було поширене та спотворене протягом чотирьох століть незручної логіки; християнство, яке ще не сформоване латинським матеріалізмом для зручності інституції; не викручене громадянськими війнами, не розчесане ослячими крилами сектантів і не балансоване між партіями держави; але єдиний шлях дослідження, не затьмарений сумнівною етикою та ієрархічним шантажем, до вічного Ельдорадо. Таким було християнство, яке перемогло, і таким воно залишилося на Святій Горі. |
| — The Station | |

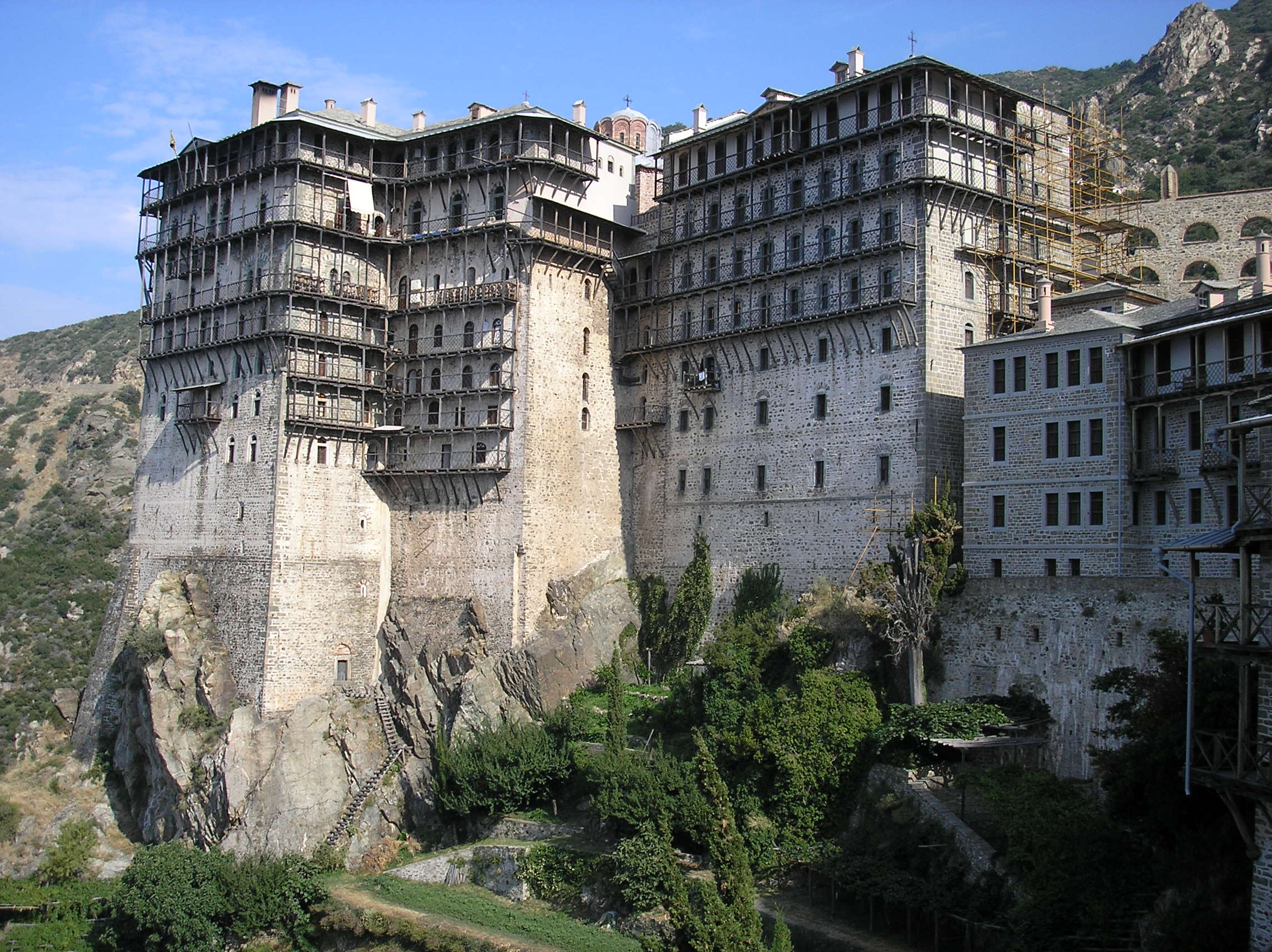
Монастир Симонопетра, сучасний вигляд.

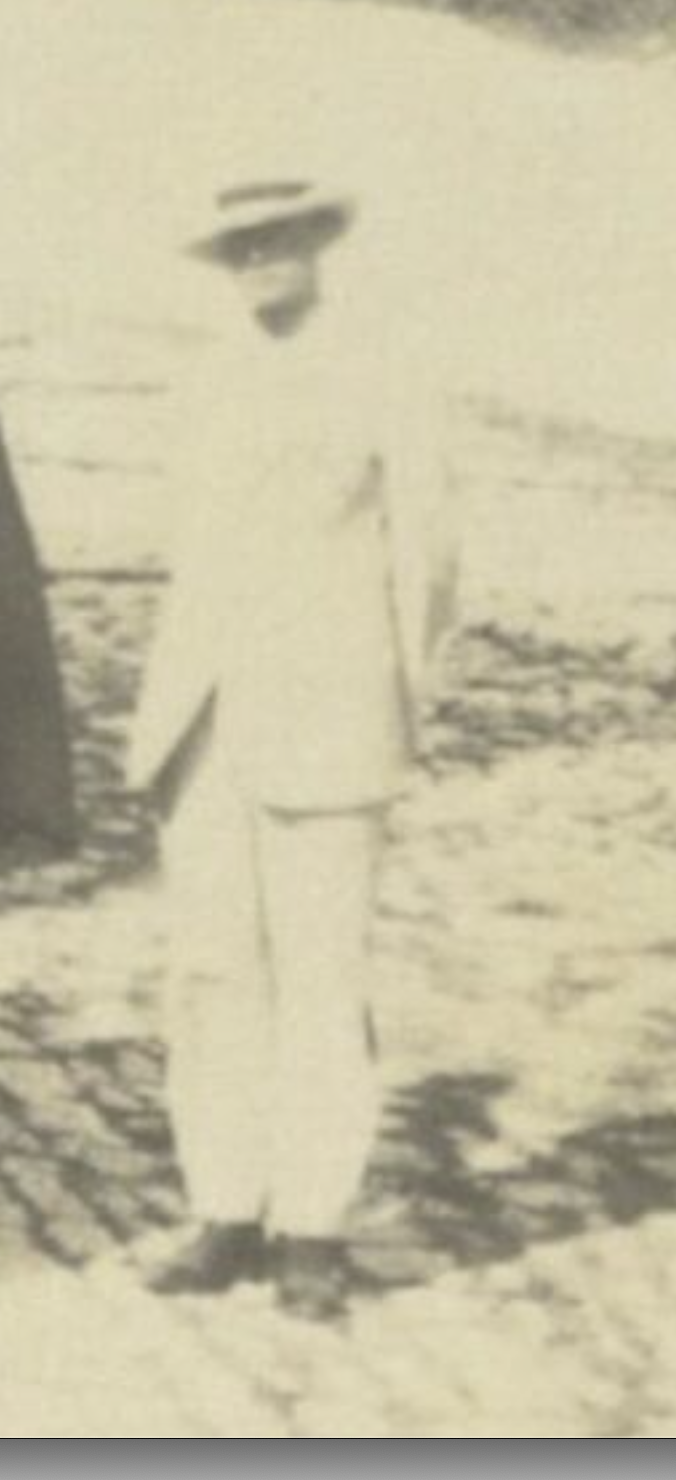
Джон Стюарт Гей. У 1920-х роках він підтримував дружні стосунки з Робертом Байроном та іншими представниками оксфордського літературного кола. Байрон сфотографував його у 1929 році.

У 1927 році Байрон разом із Девідом Талботом Райсом (англ. David Talbot Rice) та Марком Оґілві-Грантом (англ. Mark Ogilvie-Grant) здійснив паломництво до Афону. Там вони досліджували візантійську архітектуру монастирів і проводили фотозйомку. Результатом стала книга «The Station» (1928 року), яка глибше досліджувала сакральну топографію і культурну спадщину. Особливо його вразив монастир Симонопетра, опис якого став однією з найпоетичніших частин книги. Байрон порівнював ці місця з «фортецями духовного спротиву західному матеріалізму».

### Індія, Шрі-Ланка, Тибет і Сіккім (1929–1930)
У цій експедиції Байрон супроводжував Ґевіна Гендерсона (англ. Gavin Henderson) та Майкла Росса (англ. Michael Rosse). Їхній маршрут пролягав через Індію до Сіккіму і далі – на тибетський кордон. Зокрема, вони намагались перетнути перевал до Г'янгцзе, що тоді було доступним лише обмеженому числу іноземців. Байрон захоплювався ландшафтами, метеликами, архітектурою та культурою, виявляючи пристрасть до місць, які залишались «недоторканими» західною цивілізацією. Його нотатки про цю мандрівку містять детальні описи природи, етнографії та архітектури, включно з гумористичними епізодами про труднощі навчання тибетської мови й організацію побуту в гірських умовах.

### Іран і Афганістан (1933–1934)
|                            | Приблизно за чотири милі від бунгало біля дороги стояв монастир, схожий на невеликий заміський будинок, оточений стіною з верб та тополь, біля якого молотили худобу хлопчики-послушники в пошарпаних червоних шатах. Дорога вела далі в широку оброблену долину, по один бік якої розташовувався більший монастир Найні, розкиданий комплекс будівель, оточений стіною, що простягався в тріщини гір, конічна маса золотавого кольору, увінчана зруйнованою фортецею. |
| — First Russia, then Tibet | |

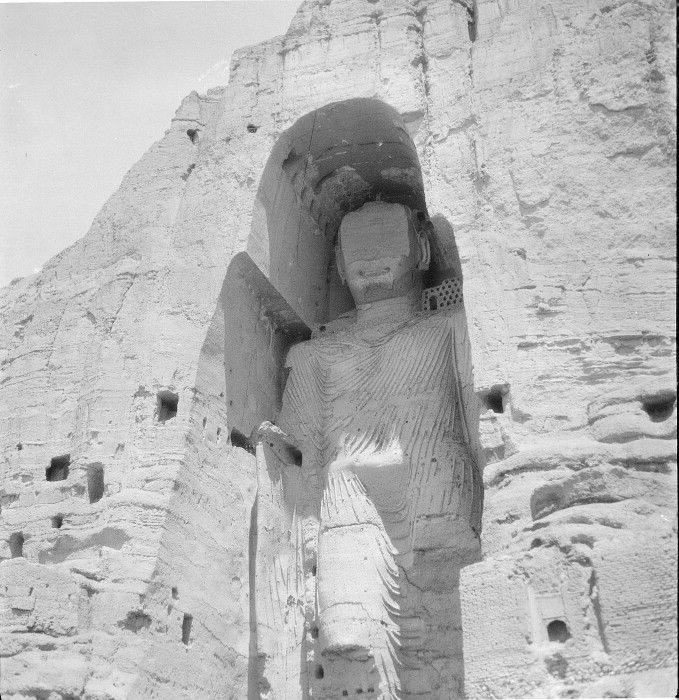
Фото Баміанської статуї Будди.
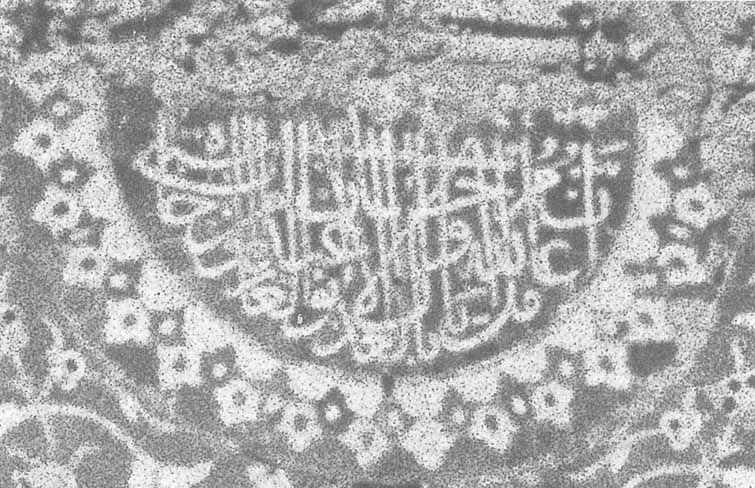
Балх, святиня Абу Насра Парси, деталь напису на фундаменті.
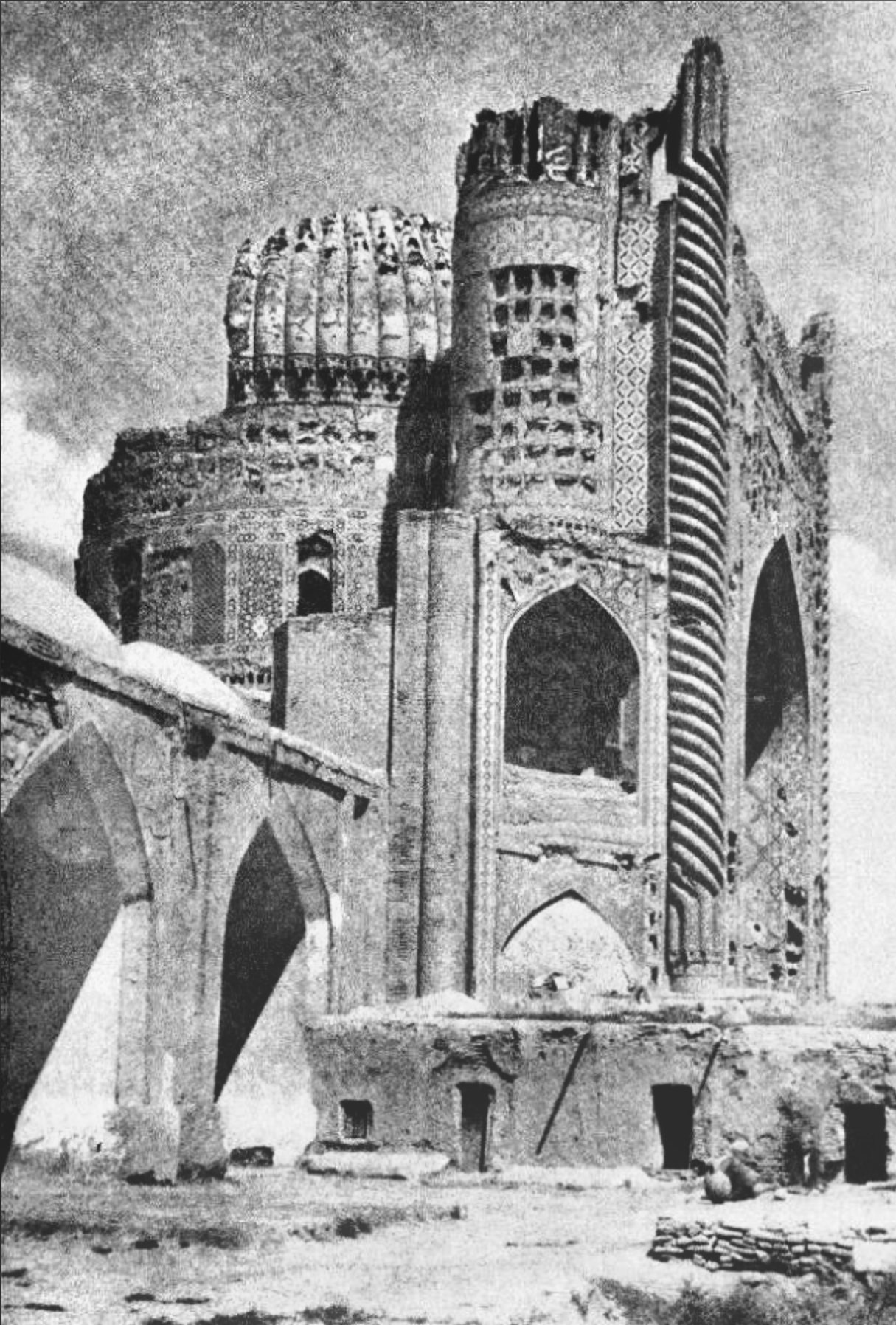
Зелена мечеть, Балх, Афганістан, 1934 рік
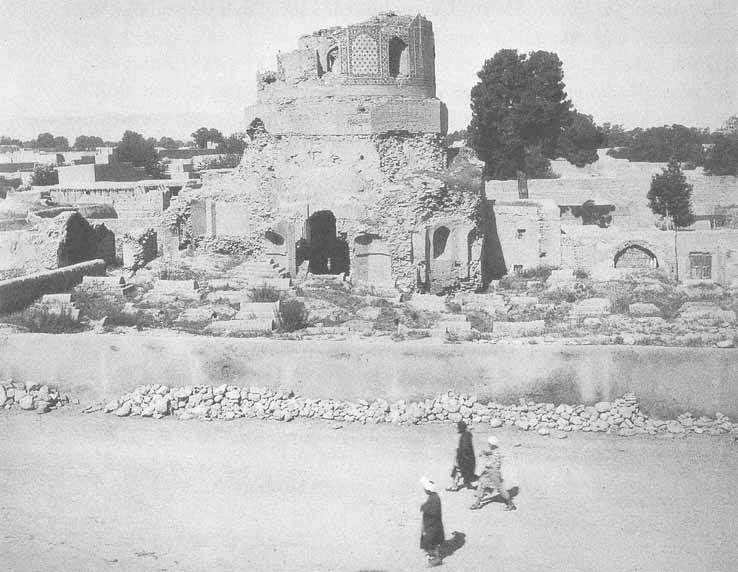
Гробниця Кістан Кара Солтан (друга половина XVI століття), східний фасад. Мазарі-Шариф, фотографія 1934 року.
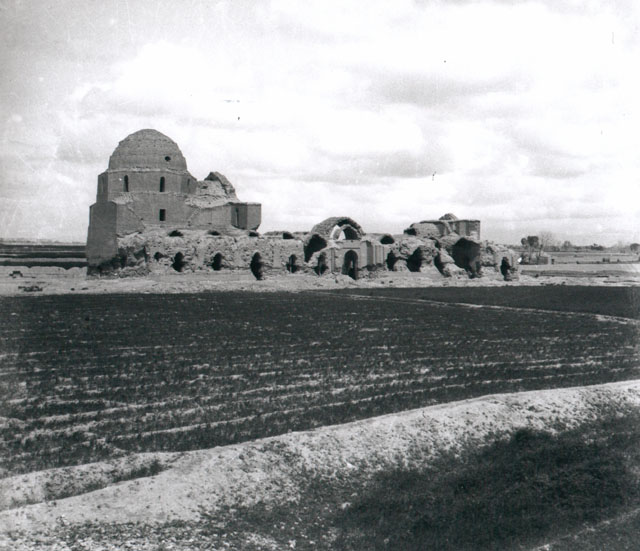
Мечеть у Вараміні. На фото зображено будівлю до ремонту.

Ця подорож стала найважливішою в кар'єрі Байрона. Разом із Крістофером Сайксом (англ. Christopher Sykes) він вирушив з Іраку через Тегеран до Герата. Байрон досліджував ісламську архітектуру – від Джамського мінарета до мавзолеїв в Ісфагані та стародавніх пам'яток Сасанідів. Він проводив дослідження навіть у готельних номерах, переглядаючи праці про перське мистецтво, малюючи карти та складаючи маршрути. В результаті з'явилася його найвідоміша книга «Дорога до Оксіани» (1937 року), яку критики називають «Уліссом» у жанрі тревел-літератури. Вона поєднує гумор, архітектурний аналіз і політичні рефлексії – і стала шедевром тревел-есеїстики XX століття.
У жовтні 1933 року він разом із Крістофером Сайксом вирушив із Багдада на північ до Кіркука, звідти до Ербіля, а далі – до іранського Тегерана. В Ірані вони відвідали мечеть у Кумі, мінарет у Саве, купольні мавзолеї Казвіна, а також відомі мечеті Ісфагана. Байрон був захоплений іранською архітектурою, особливо тим, як вона гармонійно поєднує геометрію, колір і світло.
Вони подолали небезпечні гірські маршрути через перську провінцію Хорасан, часто їздили на вантажівках, верблюдах або навіть ішли пішки. Особливою метою було дістатися Джамського мінарета – ізольованого середньовічного шедевра в горах центрального Афганістану. Байрон вважав його одним із найвеличніших архітектурних творінь світу, і досягнення цього місця стало кульмінацією подорожі. Йому довелося переправлятися через річки, витримувати холоди та нестачу провізії, спілкуватися з місцевими мешканцями, часто за допомогою перекладачів, і пристосовуватись до суворих умов пересування в гірських регіонах.
У Гераті Байрон провів кілька тижнів, вивчаючи тимуридську архітектуру: мавзолеї, медресе, старі базари. Він захоплювався орнаментикою, гончарними виробами та майстерністю обробки цегли. Після цього мандрівники повернулися через південний Іран до Персеполя, де Байрон продовжував польові дослідження, попри виснаження.
Подорож тривала понад півроку, була фізично складною, але дала Байрону глибокий досвід занурення у світ ісламської архітектури, культурної пам’яті та релігійного мистецтва. Саме ця експедиція стала вершиною його як мандрівника, аналітика й мистецтвознавця, і змінила його погляд на Схід назавжди.

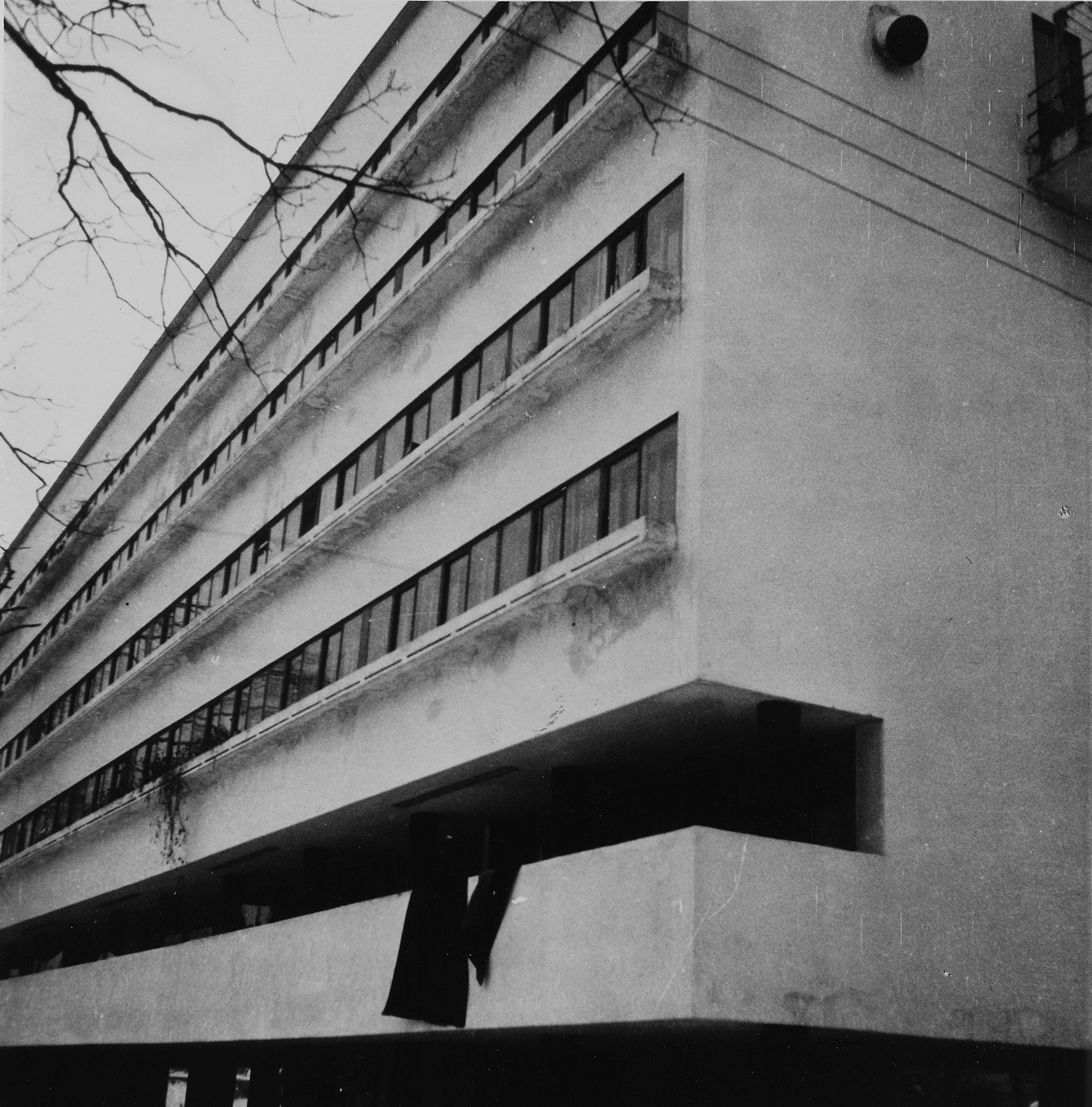
Апартаменти Наркомфіну в Москві.

### Подорож до Радянського Союзу (1934)
|                            | Не те щоб я був нещасливий у Росії. Можу чесно сказати, що в жодній чужій країні я ніколи так не насолоджувався, не був так захищений від нудьги і не відчував такого жалю під час від'їзду. Але частково це було пов'язано, мушу зізнатися, з приємним почуттям войовничості, яке прокинулося в моїх грудях. Випробуй на мені свою прокляту релігію, відчував я, і отримаєш стільки ж, скільки даси! І так вони й робили, час від часу. Однак я не міг не поважати людей, так глибоко відданих певній меті та так однорідно вірних, серцем чи словом, певній вірі. Таку непохитність навряд чи міг зневажати член тієї нації, обраними патріотами якої є Ноел Кавард і Вінстон Черчилль. |
| — First Russia, then Tibet | |

Після повернення з Ірану та Афганістану Байрон спланував поїздку до СРСР із метою вивчення архітектури радянської доби. Завдяки дипломатичним зв’язкам йому вдалося отримати запрошення до Москви від сера Есмонда Овея (англ. Esmond Ovey), британського посла. Байрон прибув до Москви на початку січня 1934 року, де оселився в посольстві з видом на Кремль. Він отримав акредитацію як позаштатний журналіст і зміг уникнути стандартних, пропагандистських маршрутів «Інтуристу».
У Росії Байрон зосередився на вивченні сучасної архітектури. Його особливо зацікавили будівлі радикальної архітектурної групи АРУ – зокрема житловий будинок архітектора Грінберга та планетарій зі скляними сходами. Він залишив критичні, але спостережливі нотатки: наприклад, назвав одну з будівель «похмурою і незручною», а інтер'єри театру – «пролетарським рококо».

### Подорож до Радянської України

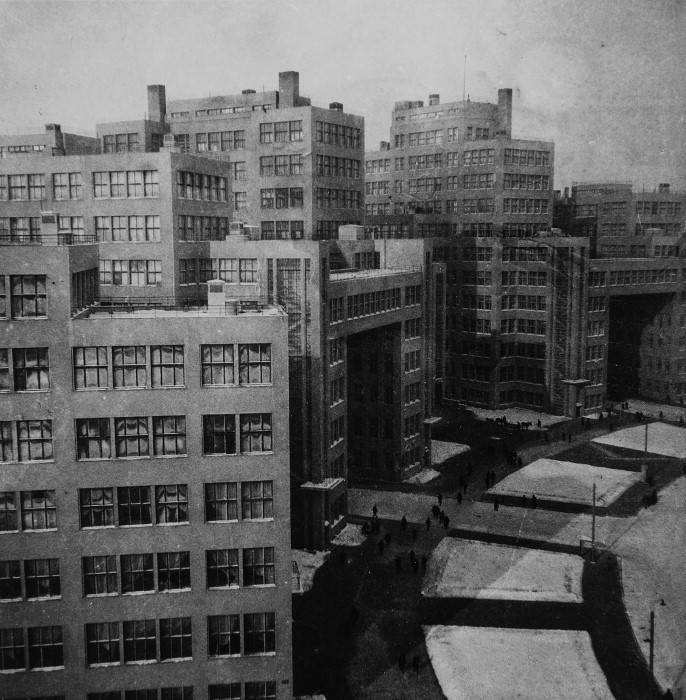
Держпром. Вигляд з боку Будинку проектів, що будується (нині новий будинок Харківського університету).

Харківський Головпоштамт, згодом залізничний поштамт. Привокзальна площа перед Південним вокзалом. Пам'ятка архітектури конструктивізму.

У лютому 1934 року Роберт Байрон разом з Майклом Россе (англ. Michael Rosse) вирушив з Москви до Радянської України. 9 лютого вони прибули до Харкова – тодішньої столиці Української РСР. Однак місто не справило на Байрона великого враження: оглянувши лише модерну будівлю пошти навпроти вокзалу, вони вирішили вже того ж вечора вирушити до Дніпровської ГЕС – одного з головних символів радянської індустріалізації.
|                            | До Харкова ми прибули наступного ранку, доволі пізно, і одразу ж відчули неприязнь до міста, яке не має жодних особливостей, окрім гарного модерністського поштового відділення та палацу промисловості. Останній розташований на околиці міста, і коли його буде завершено, він утворить коло хмарочосів, з'єднаних мостами, посеред порожньої рівнини. Навіть зараз, коли побудована лише його п'ята частина, він виглядає як промислова «халепа», архітектор якої намагався втілити щось краще, ніж Стоунхендж. |
| — First Russia, then Tibet | |

|                            | Їжа, окрім цих негараздів, була смачною — український борщ зі сметаною, нирками та картоплею, а також мандариновий салат. Потім ми поїхали на вокзал, де нас провели до царської приймальні. |
| — First Russia, then Tibet | |

На Дніпрогесі, незважаючи на грандіозність об'єкта, Байрон побачив більше хаосу, ніж впорядкованості: шум потягів, крики, кранові установки та невлаштований побут. Його вразила різниця між офіційною пропагандою та реальністю: готель біля дамби вже розсипався, нове містечко було незатишним, а керівництво здивувалося, що англійці зовсім не цікавились технічними деталями. Сам Байрон фотографував об'єкти з іншого боку замерзлої ріки, тоді як його супутники сперечались із радянськими функціонерами про майбутнє Європи і соціалізм.
|                            | Нарешті, коли сутінки настали, ми попливли до Києва вздовж берегів Дніпра. З лісистого пагорба золоті куполи Печерського монастиря виблискували своїм знаменитим «привітанням» над снігом, лісом та величезною замерзлою річкою – не вітання надії для вірних паломників, а послання безсилля та безнадійності у світі навчених циніків. Шеф-кухар готелю був художником, а також другом нашого гіда. Він приготував нам неймовірну вечерю, за яку, а також за її товаришів наступного вечора, менеджер намагався взяти з нас близько 50 фунтів. Після цього ми пішли до театру, де в 1911 році розстріляли Столипіна, і подивилися «Князя Ігоря». Ця одна вистава варта цілого тижня Великого театру в Москві. Публіка також була іншою: її обличчя були веселішими, а одяг був більш святковим. |
| — First Russia, then Tibet | |

Повернувшись у Харків на ніч, наступного дня мандрівники вирушили до Києва. У столиці України Байрона зустріла зовсім інша атмосфера. Вони відзначили прибуття урочистою вечерею, а пізніше відвідали оперу, де дивилися «Князя Ігоря». Танцювальна сцена викликала у нього асоціації з дикими вечірками його знайомих із Лондона. Він записав у щоденнику: «Здається, що вийшов із тіні. Нарешті – справжні обличчя, сміх, задоволення».

Під час служби у київському соборі Байрон був вражений мозаїкою Богородиці, яка освітлювалася під час літургії. Йому дозволили зайти за іконостас, де він побачив архієпископа, що розчісував волосся перед тим, як з'явитися перед паствою у золотих ризах. Це видовище навіяло йому глибокі історичні роздуми: про татар, козаків, Мазепу, російських царів і соціалізм – все в одному просторі храму.
|                            | Пізніше того ж дня професор Васильович повів нас до Академії наук, де ми купили перший і єдиний том її щойно започаткованого щорічника, показав нам старі книгарні та познайомив нас із друзями, з якими він зустрічався у спосіб, який здавався досить незвичним після лютої московської ізоляції. Це було схоже на день в Оксфорді. |
| — First Russia, then Tibet | |

Наступного дня вони відвідали музей релігії, де Байрон побачив фотографію Папи Римського з підписом «агент міжнародного капіталізму» – це викликало в нього несподіване бажання захищати католицьку церкву. Вночі вони вирушили до Одеси, звідки мали відплисти до Константинополя.

## Подальша кар'єра
Повернувшись, Байрон опублікував серію статей у «Country Life» під заголовком «Between Tigris and Oxus», що охоплювали його близькосхідні мандрівки. Ці есе містили розповіді про архітектурні пам’ятки, місцеві традиції та навіть шпигунські інтриги в Персеполі. Він ілюстрував публікації власними малюнками й фотографіями, а також організував виставку у Лондоні, яка мала помітний успіх.
Байрон також долучився до роботи над проєктом «Persian Survey» під керівництвом Артура Апгема Поупа (англ. Arthur Upham Pope), для якого написав статтю про архітектуру Афганістану. Це зміцнило його репутацію як авторитетного мистецтвознавця Сходу.
У 1937 році Байрон став співзасновником Георгіанської групи (англ. Georgian Group), яка виступала проти знищення історичної архітектури в Лондоні. Він став її віце-головою, боровся проти руйнування таких пам’яток, як Норфолк Хаус, писав статті, виступав на радіо-ефірах і навіть розсилав телефони посадовців у публічних брошурах. Його стиль був безкомпромісним і часто саркастичним, але ефективним – завдяки втручанню групи вдалося врятувати кілька знакових будівель.
У другій половині 1930-х років Роберт Байрон активно виступав проти фашизму, нацизму та політики умиротворення. Він публікував публіцистичні тексти, в яких відкрито критикував британське зовнішньополітичне керівництво за бездіяльність щодо агресії Гітлера та Муссоліні. Байрон вважав, що інтелектуали повинні прямо відповідати на виклики часу, й закликав до створення об’єднаної Європи як альтернативи імперіям і диктатурам. У листі до свого друга він писав: «Нацизм – це не просто ідеологія, це смерть цивілізації».
Він також співпрацював з ліберальними журналістами та політиками, надсилав статті до таких видань, як «New Statesman» і «The Spectator», де захищав культурну автономію Греції, Іспанії та Східної Європи, виступаючи проти зовнішньої експансії великих держав.

## Друга світова війна та загибель

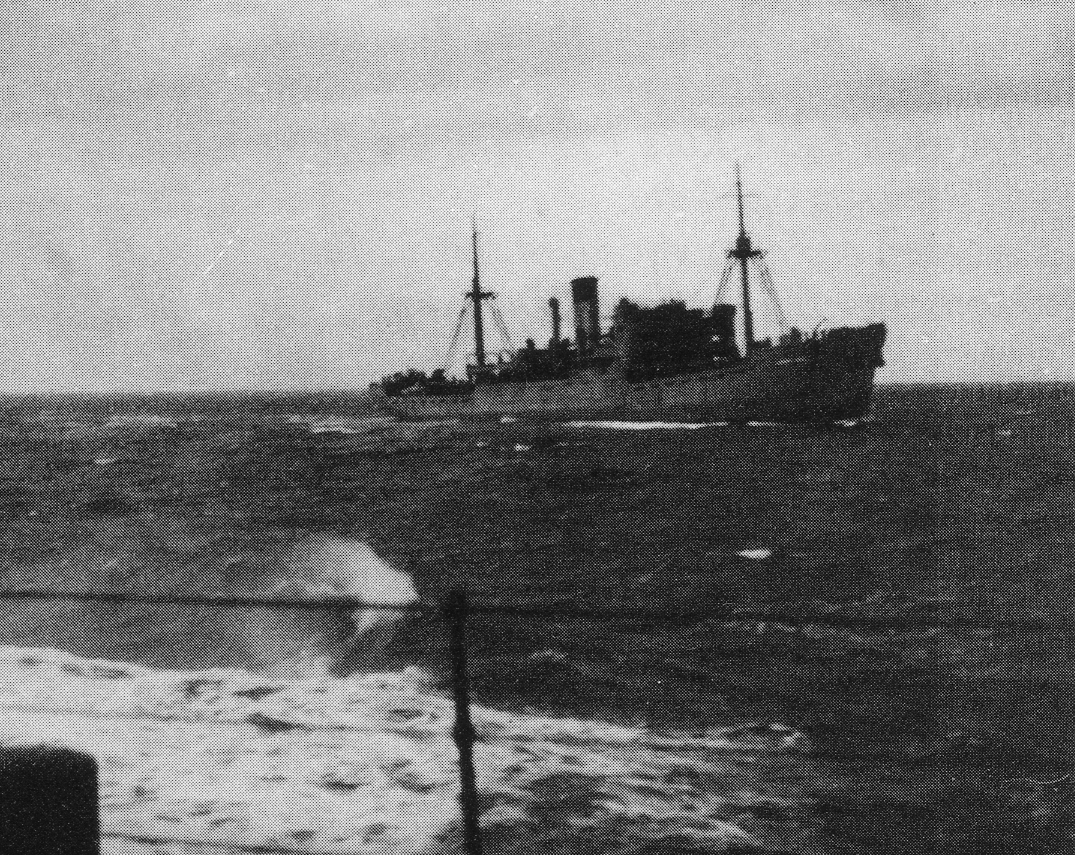
24 лютого 1941 року німецький підводний човен U-97 торпедував SS Jonathan Holt. Унаслідок затоплення загинула 51 людина, серед яких був Роберт Байрон.

З початком Другої світової війни Байрон не залишився осторонь. У 1940 році він долучився до Міністерства інформації Великої Британії, де працював над формуванням антифашистської пропаганди. Пізніше він вступив до політичної секції військово-морської місії в Єгипті, а згодом був переведений до спеціального відділу, який займався планами створення федерації держав після перемоги над Німеччиною.
На початку 1941 року він вирушив до Близького Сходу в складі дипломатичної місії. 24 лютого 1941 року корабель SS Jonathan Holt, на якому він плив до Александрії, був торпедований німецьким підводним човном U-97 біля узбережжя Африки. Роберт Байрон загинув у віці 35 років, за два дні до свого дня народження.
Його смерть сприйняли з шоком та скорботою. Ненсі Мітфорд писала: «Не можу повірити, що Роберта більше немає у світі – це не має сенсу». Близький друг Ран Антрим порівняв цю втрату з загибеллю «інтелектуальних гігантів» Першої світової.

## Особисте життя і сексуальність

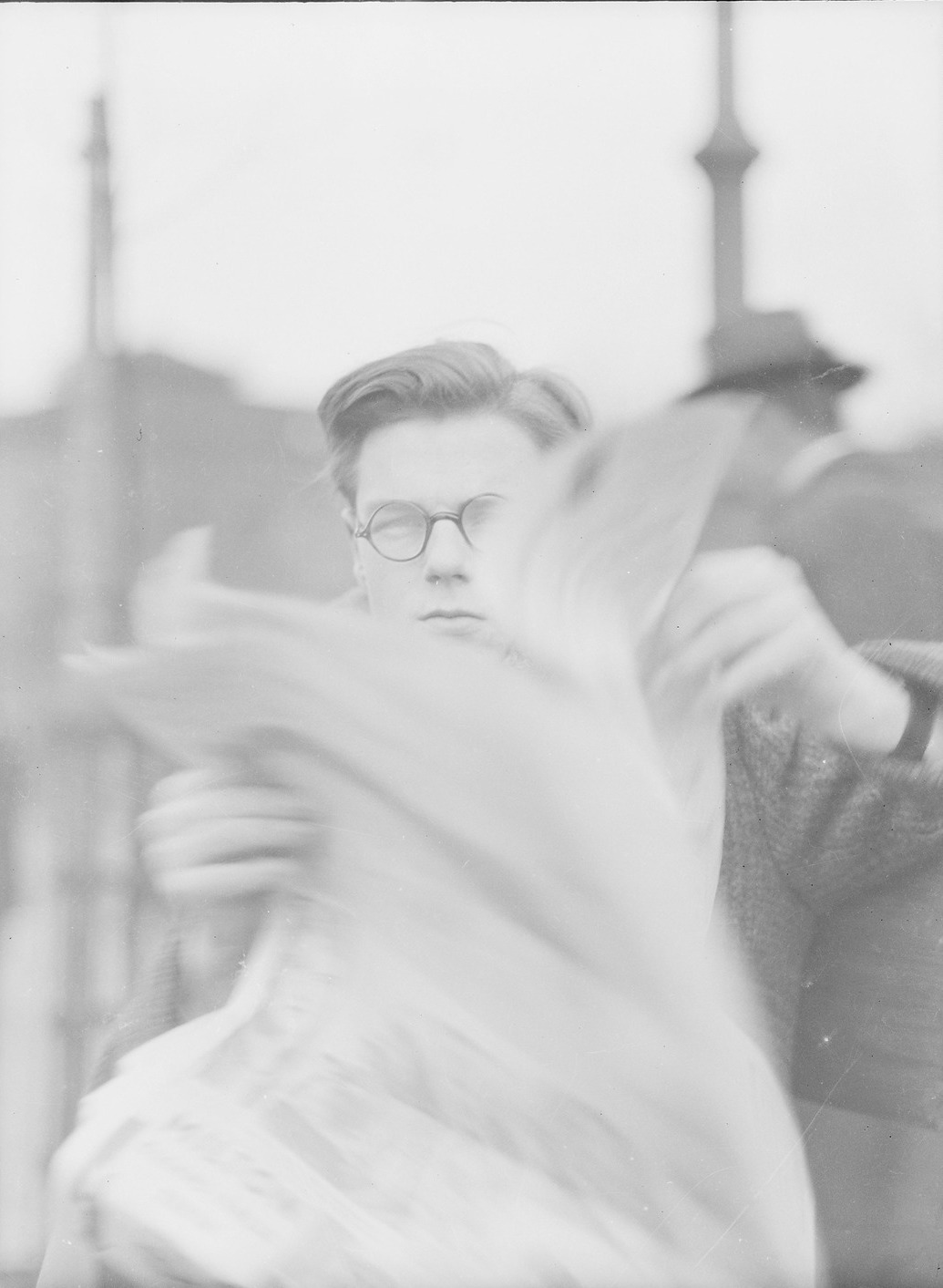
Дезмонд Парсонс, фото Роберта Байрона.

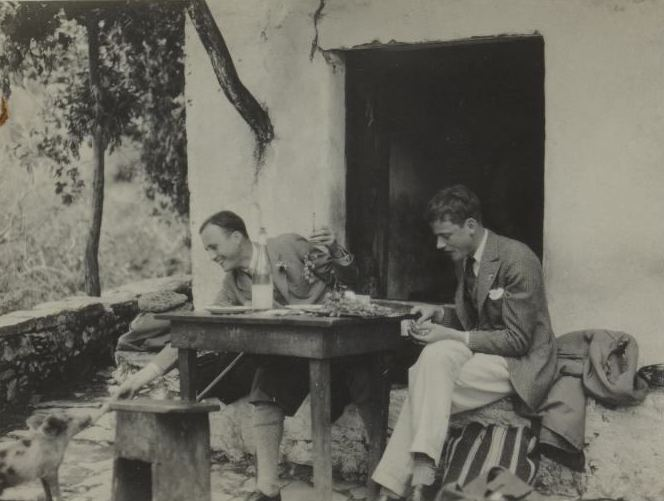
Роберт Байрон та Дезмонд Парсонс у Китаї, фото зроблене до 1937 року.

Сексуальність Роберта Байрона залишається темою дослідницького зацікавлення. Більшість біографів схиляються до того, що він був бісексуалом або гомосексуалом, хоча сам Байрон відкрито про це ніколи не заявляв. У студентські роки в Оксфорді він належав до богемного кола «Клубу лицемірів», де панувала атмосфера відкритості щодо гомосексуальних стосунків, що було характерно для частини британської інтелігенції міжвоєнного періоду. У британському суспільстві того часу гомосексуальність залишалась під забороною, тож багато аспектів особистого життя Байрона залишалися приватними або зашифрованими у літературних образах.
Одним із найглибших і найзначущіших зв’язків у житті Роберта Байрона були його стосунки з Дезмондом Парсонсом (англ. Desmond Parsons) – харизматичним аристократом. Вони познайомилися в Оксфорді або незабаром після навчання, і їхня дружба швидко набула інтенсивного, майже одержимого характеру.
Байрон був захоплений Дезмондом – його розумом, красою й витонченістю. Парсонс, у свою чергу, був доброзичливим, але, як здається, менш емоційно залежним. Їх пов’язували спільні подорожі, естетичні розмови та листування, в якому Байрон не приховував своєї прихильності. У листах до друзів він називав Дезмонда «своєю душею» і гірко переживав кожну розлуку.
Разом вони подорожували Європою – зокрема влітку 1931 року відвідали Італію. Байрон зберіг листи і нотатки з цієї поїздки, в яких описує моменти близькості, радості й тонкого психологічного зв’язку. При цьому Парсонс не завжди відповідав тією ж інтенсивністю: він був більш стриманим, імовірно, не поділяв тієї ж глибини емоційної або романтичної залученості. Однак залишався доброзичливим і, судячи з усього, розумів, наскільки важливим був для Байрона.
У 1934 році Парсонс тяжко захворів під час перебування в Китаї (ймовірно, лімфома або інше онкологічне захворювання). Байрон дізнався про це, коли перебував у Лондоні, й був спустошений. Дезмонд помер у Пекіні у віці лише 26 років, і ця втрата вразила Байрона до глибини душі. Він писав, що відчуває, «ніби весь сенс існування розтанув», і що «жодна краса, жодне місце і жоден витвір мистецтва більше не зворушує».
Багато біографів вважають, що ці стосунки були не лише емоційними, але й мали гомоеротичну (або романтичну) складову, хоча відсутність прямих свідчень не дозволяє це підтвердити однозначно. У будь-якому разі, зв’язок із Дезмондом Парсонсом залишив глибокий слід у світогляді, естетичних пошуках і внутрішньому житті Роберта Байрона.
Після смерті Парсонса Байрон, за спогадами друзів, став менш відкритим, більш меланхолійним і дедалі більше зосередженим на місії збереження культурної спадщини, наче в пошуках постійних цінностей у світі, що швидко руйнується.